# Wasilij Wasiljew (1892–1959)
Wasilij Władimirowicz Wasiljew (Gadalin), ros. Василий Владимирович Васильев (Гадалин) (ur. w 1892, zm. w 1959 w Rydze) – rosyjski emigracyjny dziennikarz, publicysta, pisarz i tłumacz, redaktor prasy kolaboracyjnej podczas II wojny światowej
Ukończył studia techniczne jako inżynier budowy statków. Pracował w stoczni putiłowskiej w Kronsztadzie, zaś od 1913 r. w zakładzie budowy statków w Rewlu. Jednocześnie pisał artykuły do miejscowych gazet. W 1916 r. współzakładał pismo „Riebielskoje Słowo” („Ревельское Слово”), a w 1917 r. czasopismo literackie „Riebielskaja Pczeła” („Ревельская Пчела”). W latach 1919–1920 pracował w Archangielsku i Murmańsku. W lutym 1920 r. wraz z wojskami Białych ewakuował się statkiem do Norwegii. Pracował tam jako tokarz. Pisał artykuły do emigracyjnych pism „Nowaja Russkaja Żyzn'” („Новaя Русскaя Жизнь”), „Poslednije Nowosti” („Последние Новости”), „Riżskij Kurjer” („Рижский Курьер”). W 1921 r. zamieszkał w Rydze. Pracował w redakcji gazety „Riżskij Kurjer” („Рижский Курьер”). Współpracował z pismami „Majak” („Маяк”), „Russkaja Żyzn'” („Русская Жизнь”), „Mir” („Мир”). W 1923 r. wyszła jego pierwsza książka pt. „Russkije samorodki” („Русские самородки”), zaś w 1924 „Kuzowok” („Кузовок”). W latach 1924-1926 redagował czasopismo „Nasz Ogoniek” („Наш Огонек”). Jednocześnie od 1925 r. był redaktorem naczelnym gazety „Poniedielnik” („Понедельник”). Współtworzył wydawnictwo „Chronos” („Хронос”). W latach 1927–1929 redagował czasopismo „Nowaja Niwa” („Новая Нива”). W 1929 r. opublikował książkę pt. „Grimasy kisti i piera: sbornik russkich jumoristow” („Гримасы кисти и пера: сборник русских юмористов”). Po przeniesieniu do Rygi redakcji czasopisma „Bałtijskij Almanach” („Балтийский Альманах”) objął funkcję jego redaktora naczelnego. Zajmował się też tłumaczeniem na rosyjski łotewskiej prozy. Od 1936 prowadził gospodarstwo rolne. Po zajęciu Łotwy przez Armię Czerwoną w poł. 1940 r., był ślusarzem. Podczas okupacji niemieckiej od 1942 r. pracował w redakcji gazet „Dwinckij Wiestnik” („Двинский Вестник”) i „Za Rodinu” („За Родину”). Od stycznia do kwietnia 1944 r. był redaktorem technicznym czasopisma „Dla Was” („Для Вас”). Ponadto pełnił funkcję redaktora technicznego wydawnictwa „Kultura” („Культура”). Po zajęciu Rygi przez Armię Czerwoną został w październiku tego roku aresztowany przez NKWD, po czym po procesie skazano go na karę 5 lat więzienia. Po wyjściu na wolność powrócił do Rygi.